# Зорі спектрального класу S
Зо́рі спектра́льного кла́су S — спектральний клас помаранчевих зір-гігантів, близьких за властивостями до зір класу K5-M. Класоформуюча відмінність полягає у наявності спектральних ліній цирконію в спектрах цих зір. Також, як і для зір класів К та M, для зір класу S характерні лінії титану, а також рідкісноземельних металів — ітрію та лантану. Через це, цей клас іноді називають рідкісноземельними зірками, а також зустрічається назва «цирконієві зірки».
Температура фотосфери зорі класу S — 2000—3000 К. Ці зорі червоніші за своїх аналогів у К та М класі, що мають таку ж температуру. Більшість цих зір — довгоперіодичні змінні зорі типу Міри (омікрон Кита).

## Особливості фізики класу

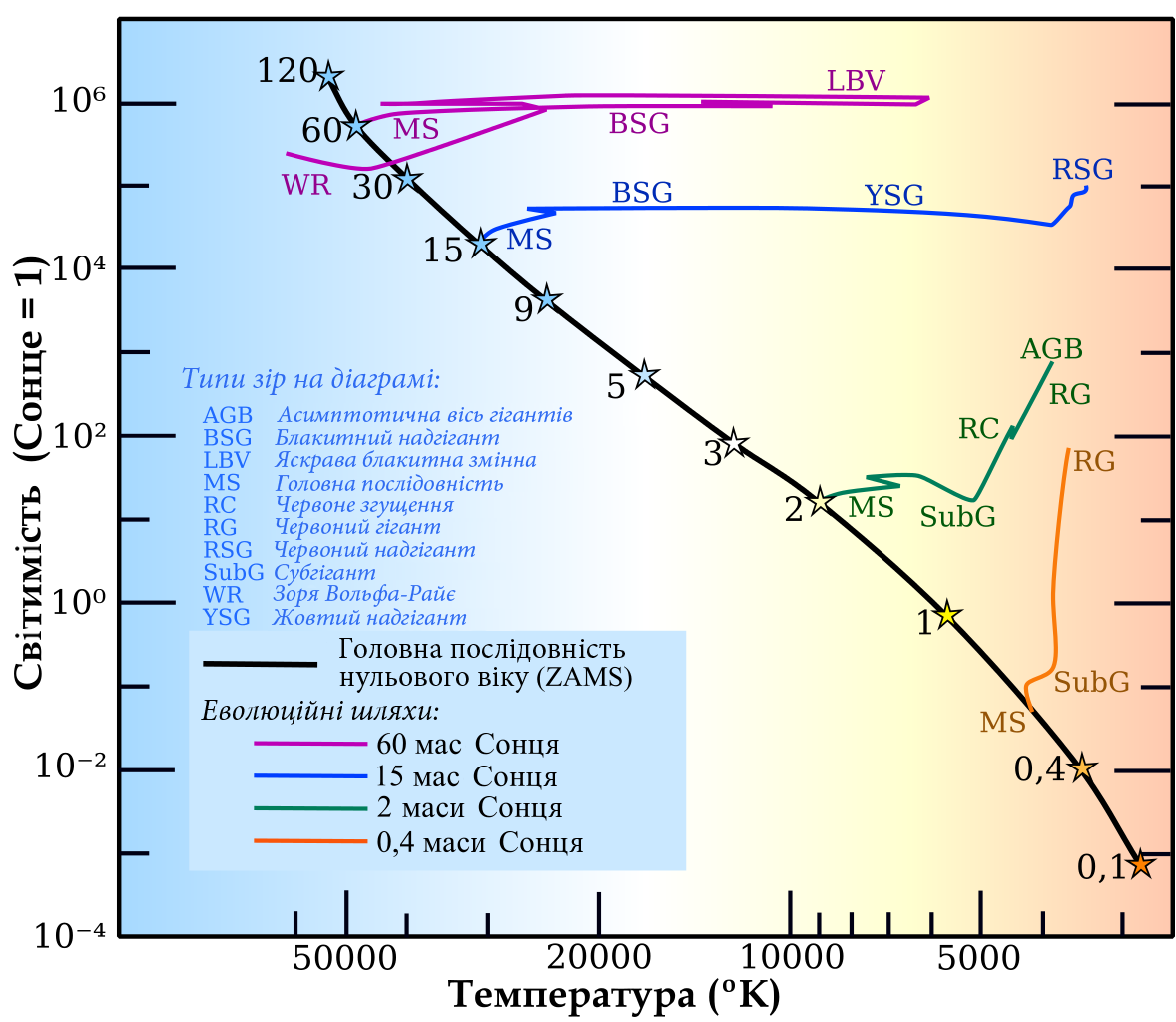
Діаграма Герцшпрунга — Рассела. Зорі класу S розташовуються на асимптотичній гілці гігантів AGB

Було висловлено припущення, що більшість зір спектрального класу S знаходяться на проміжній стадії еволюції і лежать на асимптотичній вітині зір-гігантів, тобто AGB-зірок, перетворюючись зі звичайних гігантів спектрального класу М у вуглецеві зорі класу CN. AGB-зорі зазвичай беруть енергію з горіння водню у тонкій оболонці, що оточує інертне ядро, та під час «температурних пульсацій», характерних для мірид, знову може запалати гелієва оболонка. Також в результаті s-процесу в зорях цього класу підвищується кількість таких елементів і з'єднань, як оксид ітрію і технецій, що вказує на захоплення нейтронів елементами 5-го та більш старших періодів періодичної системи елементів. У цих зірок також можуть бути особливості розподілу ціану та літію.
Різновид зір спектрального класу S, який називають «зовнішніми» S-зорями, може бути означений як більш холодні версії барієвих зір, де вуглецевмістні елементи, а також елементи, що виникають у результаті s-процесу та спостерігаються у спектрі зорі, є залишками масообміну між членами подвійної зорі. У таких системах не синтезується надлишкового вуглецю і не йде S-процес, тож швидше за все, весь матеріал було синтезовано на більш ранніх стадіях еволюції супутника, який в той час був вуглецевою зорею. Ми ж спостерігаємо ці системи через довгий час, коли супутник вже перетворився у білого карлика.

## Представники
Типовий представник — Хі Лебедя. Це змінна зоря — мірида. Під час максимальної яскравості вона є найяскравішою зорею серед спектрального класу S (до 3.3m), а під час спалахів змінює спектр від S7 до S10 та іноді доходить до проміжного класу MS. Її спектр збагачено цирконієм, титаном, та оксидом ванадію.
Також до цього класу відноситься зірка S Великої Ведмедиці.
HR 1105 є прикладом «зовнішньої» зорі спектрального класу S.
| Зірка               | Альтернативне позначення | Видима зоряна величина | Тип змінної зорі   |
| ------------------- | ------------------------ | ---------------------- | ------------------ |
| BD Жирафа           | HR 1105                  | 5,11                   | Сімбіотична зоря   |
| π1 Журавля          | HD 212087                | 6,14                   | Пульсуюча змінна   |
| HR Пегаса           | HD 216672                | 6,47                   |                    |
| Хі Лебедя           | HD 187796                | 6,80                   | Мірида             |
| S Великої Ведмедиці | HD 110813                | 7,40                   | Мірида             |
| V1261 Оріона        | HD 35155                 | 6,87                   | Затемнювана змінна |
| R Малого Пса        | HD 54300                 | 7,25                   | Мірида             |
| R Андромеди         | HD 1967                  | 7,39                   | Мірида             |
| V Рака              | HD 70276                 | 7,50                   | Мірида             |
| R Рисі              | HD 51610                 | 7,56                   | Мірида             |
| R Близнюків         | HD 53791                 | 7,68                   | Мірида             |
| S Кассіопеї         | HD 7769                  | 7,90                   | Мірида             |

Примітка: Таблицю створено на основі даних SIMBAD